# آرثر سترونج وايتمان
آرثر سترونج وايتمان (بالإنجليزية: Arthur Wightman)‏ (30 مارس 1922   - 13 يناير 2013) كان فيزيائيًا رياضيًا أمريكيًا. لقد كان أحد مؤسسي النهج البديهية لنظرية الحقل الكمومي ، وأنشأ مجموعة من بديهيات ويتمان.